# Le Landin
Le Landin é uma comuna francesa na região administrativa da Normandia, no departamento de Eure. Estende-se por uma área de 3,14 km². Em 2010 a comuna tinha 222 habitantes (densidade: 70,7 hab./km²).